# Kunstidamaeus longisetosus
Kunstidamaeus longisetosus är en kvalsterart som först beskrevs av Rainer Willmann 1953.  Kunstidamaeus longisetosus ingår i släktet Kunstidamaeus och familjen Damaeidae. Inga underarter finns listade i Catalogue of Life.